# Spilogona humeralis
Spilogona humeralis är en tvåvingeart som beskrevs av Huckett 1965. Spilogona humeralis ingår i släktet Spilogona och familjen husflugor. Inga underarter finns listade i Catalogue of Life.